# Lokettenkwestie

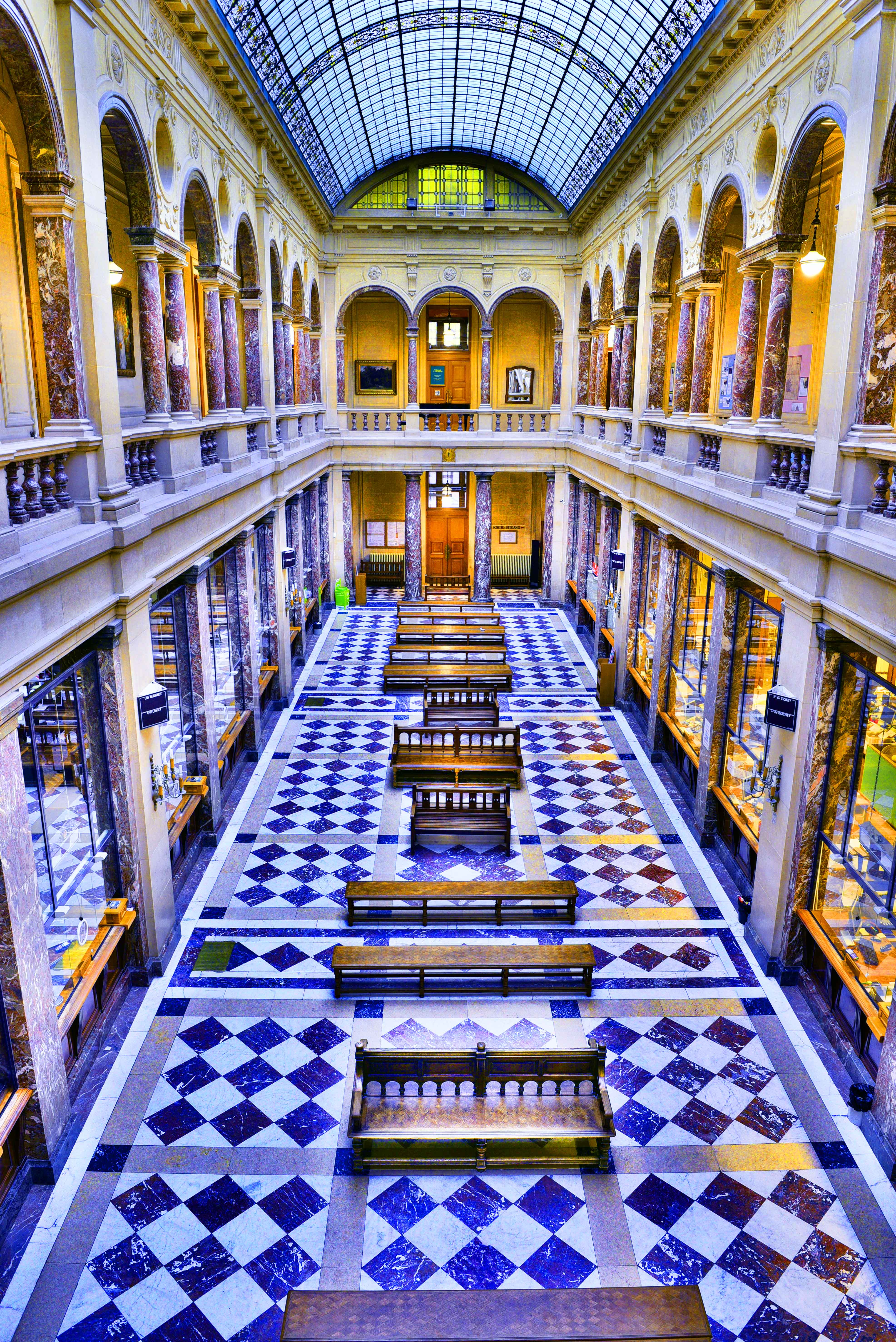
Lokettenzaal van het Gemeentehuis van Schaarbeek

De Lokettenkwestie (Frans: Affaire des guichets) was een politiek conflict in België in de jaren 1970 rond het taalbeleid van de Schaarbeekse gemeentediensten.
In 1970 werd de Franstalige Roger Nols voor het FDF burgemeester van Schaarbeek in een coalitie met de socialisten. Hij liet vanaf 1971 in het gemeentehuis aparte loketten inrichten: zes voor Franstaligen, een voor Nederlandstaligen en twee voor buitenlanders, terwijl de Taalwet bestuurszaken van 1963 voorzag dat alle gemeenteambtenaren die met het publiek in contact waren tweetalig moesten zijn. Het bleef overigens niet bij de loketten: er waren veel maatregelen die de Vlaamse Schaarbekenaren troffen, zoals de sluiting van de laatste Nederlandstalige gemeenteschool.
Ondanks een negatief arrest van de Raad van State op 4 juni 1974 bleef Nols vasthouden aan tweetalige diensten met eentalige ambtenaren, daarin gesterkt doordat Flor Grammens in hetzelfde jaar door het Gentse hof van beroep was veroordeeld voor het overspuiten van eentalig Franse bordjes. Het Taal Aktie Komitee hield woelige protesten op het Colignonplein, waarbij een OCMW-bestuurslid inreed op de betogers en de politie een betogingsverbod hardhandig afdwong. Vanwege geweld van Were Di en de Vlaamse Militanten Orde werden begin 1975 geen flamingante betogingen meer toegelaten in de Brusselse agglomeratie, doch er was agitatie in Vilvoorde, Leuven en Antwerpen. Parlementsleden van de Volksunie drongen het gemeentehuis binnen en verwijderden de eentalige opschriften in de lokettenzaal.
De Lokettenkwestie kwam steeds meer op de radar van de nationale politiek. Op verzoek van het Vaste Commissie voor Taaltoezicht bevestigde de Raad van State op 19 maart 1976 de onwettigheid van de lokettenregeling. Toen Etterbeek en Vorst niettemin eenzelfde taalbeleid dreigden in te voeren, voelde de Regering-Tindemans II zich genoodzaakt om de uitvoering van het arrest toe te vertrouwen aan een speciale regeringscommissaris. Bij koninklijk besluit van 25 mei 1976 werd voormalig krijgsauditeur Walter Ganshof van der Meersch aangesteld, een man die in flamingante kringen moeilijk lag vanwege zijn optreden tijdens de naoorlogse repressie. Hij begaf zich op 2 juni, om 5 uur 's morgens, naar het Schaarbeekse gemeentehuis, liet de deur met de bijl open hakken en nam de eentalige borden weg. Daarmee was de Lokettenkwestie opgelost.